# 福家書店
株式会社福家書店（ふくやしょてん）は、首都圏を中心に展開する日本の書店。芸能人の出版記念イベントを多数開催することで知られる。公式サイトの表題は「タレントイベントの福家書店」。本社は長く東京都港区麻布台にあったが、大阪府箕面市に移転した。

## 概要
各種イベントの開催で話題を集め、“発売記念イベントの聖地”として知られた。かつて存在した銀座店でのイベントは年200回、一回平均500人の参加者を集めた（最多動員は2008年9月28日の小池徹平 (WaT) の握手会での10,556人）。しかし、同店は2010年10月25日に閉店した。最後のイベントは、閉店後の10月31日に行われた、韓国のアイドルグループ・BIGBANGの握手会イベントだった。
2017年11月1日、会社分割により新たに「（株）福家書店」が設立され、現在まで事業を継承している。帳合の変更は行われなかった。なお、いわゆる「旧・福家書店」は、分割に伴い「福家書店管財」へと商号を変更している。
その後、福家書店管財は2018年に特別清算を開始。

## 店舗
最盛期には関東、近畿、九州に20店前後を展開していたが閉店が相次ぎ、2023年9月時点では、イオン古河店（茨城県古河市）のみの営業となっている。
現在、アリオ北砂の店舗跡はくまざわ書店、市川市内の店舗跡は有隣堂、アリオ鳳の店舗跡は紀伊國屋書店となっている。

## 過去に存在した店舗
銀座店（東京都）、蒲田店（東京都大田区）、東神奈川店（横浜市神奈川区）、茅ヶ崎店（神奈川県・イオン茅ヶ崎）、茂原店（千葉県・アルカード茂原）。
- 淀屋橋店（大阪市中央区・ネクスト1よどやばし）、2010年7月[4]。
- 熊本駅ビル店（熊本市）、2010年8月[5]。
- 佐世保店（長崎県・イオン佐世保店）、2013年7月[6]。
- 町田店（東京都・長崎屋町田店）、2013年8月[7]。
- 福岡店（福岡市中央区・天神コア）、2013年8月。[8]。
- 三宮店（神戸市・さんちか）、2013年11月[9]。
- 橋本店（神奈川県相模原市・橋本サティ）、2014年2月[10]。
- アリオ倉敷店（岡山県倉敷市）、2014年7月[11]。
- 厚木店（神奈川県・イオン厚木）、2016年2月[12]。
- 岸和田店（大阪府・ラ・パーク岸和田）、2016年5月[13]。
- 神戸店（神戸市・デュオこうべ）、2019年1月[14]。
- リバーウォーク北九州店（福岡県北九州市）、2019年1月[15]。
- 若葉台店（横浜市旭区若葉台）、2019年[16]。
- アリオ鳳店（大阪府堺市）、2020年3月[17]。
- アリオ北砂店（東京都江東区）、2022年5月[18]。
- 市川店（千葉県市川市・ニッケコルトンプラザ）、2022年7月[19]。
- 新宿サブナード店（東京都新宿区）、2022年12月。
- 木の葉モール橋本店（福岡市西区）、2023年7月[20]。